# Дайміо (облігація)
«Да́йміо» (англ. daimyo bond, від яп. 大名, даймьō) — облігації, випущені в Японії трансанкціональними корпораціями.